# Carrer Major de l'Arboç
El Carrer Major de l'Arboç és un carrer del municipi de l'Arboç inclòs en l'Inventari del Patrimoni Arquitectònic de Catalunya.

## Descripció
El carrer major s'estén des de la Rambla Gener fins a la plaça de la Badalota. El nucli més característic és el tram central, conegut com la Plaça. Aquesta presenta una sèrie de pòrtics, molt d'ells ja modificats. El carrer mostra una petita pujadeta des de la Rambla fins a la Plaça, després segueix ja tot pla. Els edificis que el rodegen no són de gaire alçada, generalment de dues o tres plantes. Exceptuant l'edifici de la caixa d'Estalvis Provincial de Tarragona, la resta encara manté un caire antic; a la qual cosa també hi contribueixen les paradetes de fruita i verdura, que encara s'hi poden veure esporàdicament.

## Història
El tram central del carrer Major (la Plaça) és el reducte originari de l'esmentat carrer. Abans era una plaça porticada amb arcades rebaixades que l'envoltaven i tenia més amplada que avui dia. Aquest tram amb el pas del temps ha tingut diversos noms: Plaça del Blat (s. XIII-XIV), Plaça de la Constitució... El carrer Major és assentat sobre la Via Augusta, carretera romana que pujava pel raval (actual Rambla) a través del Portal del Raval i una vegada arribava a la Plaça girava cap al carrer de Sant Julià. Al s. XVIII i en ser construïda la nova església, la Plaça del Blat es feu enllaçar amb el Portal Nou de la Badalota, allargant-se així considerablement el que hauria de ser el carrer Major. Era el nucli més important del poble, per la qual cosa es procurà des de sempre que fos ben il·luminat: teieres, llums, etc. Des del s. XVIII fins al 1981 s'ha celebrat el mercat setmanal.